# NGC 3849
NGC 3849 في الفهرس العام الجديد، هي مجرة، تقع في كوكبة العذراء. اكتشفت في 11 فبراير 1878 .

## روابط خارجية
- NGC 3849 على موقع ويكي سكاي: DSS2, SDSS, GALEX, IRAS, Hydrogen α, X-Ray, Astrophoto, Sky Map, Articles and images